# Янков, Доминик
Доминик Ивилин Янков (болг. Доминик Ивилин Янков; 28 июля 2000, Торонто, Канада) — болгарский футболист, полузащитник клуба «Риека» и сборной Болгарии.

## Биография

### Клубная карьера
Родился в Торонто 28 июля 2000 года. Начинал заниматься футболом там же, в «Genesis Football Academy». В 2013 году перешёл в академию английского «Сандерленда», где провёл три года. В 2016 году подписал контракт с болгарским клубом «Лудогорец». С 2017 года начал выступать за фарм-клуб «Лудогорца» в первой лиге, а 12 мая 2018 года дебютировал за основную команду, выйдя на замену на 79-й минуте в матче чемпионата Болгарии против «Левски». 1 августа 2019 года был отдан в аренду клубу «Ботев» (Враца) до конца года с возможностью продления аренды до конца сезона.
29 января 2024 года перешёл в клуб MLS «Клёб де Фут Монреаль», подписав трёхлетний контракт на сезоны 2024, 2025 и 2026 с двумя опциями продления на сезоны 2027 и 2028. За канадский клуб дебютировал 24 февраля в матче стартового тура сезона 2024 против «Орландо Сити». 16 марта в матче против «Чикаго Файр» забил свой первый гол за «КФ Монреаль».

### Карьера в сборной
Дебютировал за сборную Болгарии 8 октября 2020 года в полуфинале стыковых матчей за выход на чемпионат Европы 2020, в котором Болгария уступила Венгрии со счётом 1:3.

## Достижения
«Лудогорец»
- Чемпион Болгарии (6): 2017/2018, 2018/2019, 2019/2020[7], 2020/2021, 2021/2022, 2022/2023
- Обладатель Кубка Болгарии: 2022/2023
- Обладатель Суперкубка Болгарии (3): 2019, 2021, 2022